# فرانكو ألفيس دي سوزا
فرانكو ألفيس دي سوزا (24 سبتمبر 1987 بريو دي جانيرو في البرازيل - ) هو لاعب كرة قدم برازيلي في مركز الوسط . لعب مع نادي الجزيرة ونادي تومبينس وFK Pobeda ‏ وFK Sevojno ‏ ونادي كاردوسو.

## وصلات خارجية
- فرانكو ألفيس دي سوزا على موقع قاعدة بيانات كرة القدم.إي يو (الإنجليزية)